# Key Pittman
Key Denson Pittman, né le 12 septembre 1872 et mort le 10 novembre 1940 était un sénateur américain du Nevada et un membre du parti démocrate. Il a finalement été président pro tempore ainsi que président de la commission des relations étrangères.

## Jeunesse
Pittman est né à Vicksburg, dans le Mississippi, le 12 septembre 1872, fils de William Buckner Pittman et de Katherine Key Pittman. Parmi ses frères et sœurs, on trouve un frère cadet, Vail (en), qui a été gouverneur du Nevada.
Pittman reçoit l'enseignement de tuteurs privés et de l'Université presbytérienne du sud-ouest à Clarksville, au Tennessee. Il a étudié le droit, puis est devenu avocat. En 1897, Pittman participe à la ruée vers l'or du Klondike et travaille comme mineur jusqu'en 1901.
En 1902, Pittman s'installe à Tonopah, dans le Nevada, et continue à pratiquer le droit. Il représente le Nevada à l'Exposition de Saint-Louis, à l'Exposition du centenaire de Lewis & Clark et au Congrès national de l'irrigation (en).

## Carrière politique

### Sénat

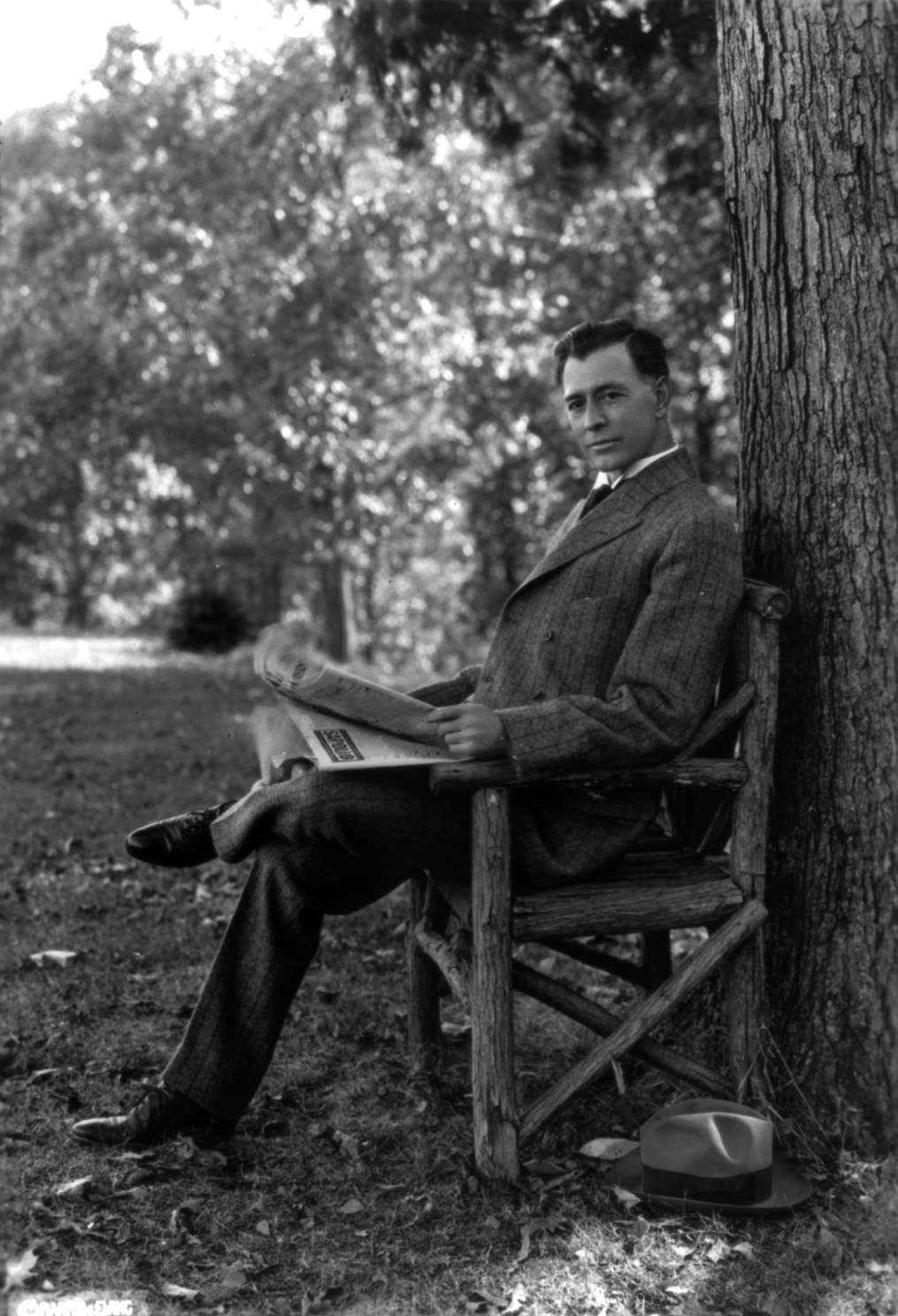
Pittman en 1918.

En 1910, il se présente au Sénat sans succès. Plus tard, il est élu démocrate au Sénat en 1913 pour combler la vacance causée par le décès de George S. Nixon (en), et il y restera jusqu'à sa propre mort en 1940.
Entre 1933 et 1940, sous la présidence de Franklin D. Roosevelt, Pittman est président de la puissante commission des relations étrangères et membre de la commission des territoires et de la commission des expositions industrielles. En outre, pendant ces années, Pittman a également été président pro tempore du Sénat des États-Unis.
Parmi ses textes de loi figure la loi Pittman-Robertson de 1937 sur la restauration de la vie sauvage, qui a établi une formule de partage fédéral des recettes fiscales provenant des munitions pour la création de réserves de faune des États. Le programme est toujours en vigueur. La Key Pittman Wildlife Management Area près de Hiko, Nevada, qui englobe les lacs Frenchy et Nesbitt, est nommée en son honneur.

### Pittman Act
Le gouvernement allemand lance une campagne de propagande pendant la Première Guerre mondiale pour discréditer la monnaie du Royaume-Uni en Inde. Les Allemands convainquent les citoyens indiens que les billets de banque britanniques dans ce pays ne peuvent pas être échangés contre de l'argent. Cela conduit à une ruée sur l'offre britannique d'argent. En réponse, le sénateur démocrate américain Key Pittman du Nevada introduit une législation en 1918 qui vise à offrir un soulagement financier au gouvernement britannique. Le projet de loi, adopté le 22 avril 1918, stipulait que « les ventes de lingots d'argent en vertu de cette loi peuvent être effectuées dans le but de conserver le stock d'or existant aux États-Unis, de fournir de l'argent pour la frappe de pièces subsidiaires et pour un usage commercial, et d'aider les gouvernements étrangers en guerre contre les ennemis des États-Unis ». La loi Pittman autorise les États-Unis à fondre jusqu'à 350 millions de dollars d'argent, et ce, dès l'adoption de la loi. Les États-Unis fondent finalement un total de 270 232 722 dollars d'argent. Sur ce montant, 259 121 554 sont vendus au Royaume-Uni au prix d'un dollar par once troy.

## Mort et héritage
Pendant des années, la rumeur a faussement circulé selon laquelle Pittman serait mort avant sa dernière élection en 1940, et que les dirigeants du parti démocrate auraient conservé le corps à l'hôtel Mizpah de Tonapah dans une baignoire pleine de glace jusqu'à sa réélection, afin que le gouverneur Edward P. Carville (en), un collègue démocrate, puisse nommer un remplaçant. Cependant, la vérité était, comme l'a écrit l'ancien archiviste de l'État du Nevada, Guy Rocha, « tout aussi peu recommandable ». Pittman a subi une grave crise cardiaque juste avant l'élection du 5 novembre 1940, et deux médecins ont dit à ses collaborateurs avant l'élection que la mort était imminente. Pour éviter d'affecter l'élection, le parti a déclaré à la presse que le sénateur avait été hospitalisé pour épuisement et que son état n'était pas grave. Pittman est mort le 10 novembre 194 au Washoe General Hospital de Reno, dans le Nevada.
Plusieurs textes de loi portent son nom, notamment la loi Pittman de 1918 et la loi Pittman-Robertson de 1937 sur l'aide fédérale à la restauration de la faune.
La section Pittman de l'Alaska Railroad, plus connue aujourd'hui sous le nom de communauté de Meadow Lakes à l'ouest de Wasilla, a également été nommée en son honneur. La route Pittman part de son intersection avec la George Parks Highway, au centre-ville de Meadow Lakes, et se dirige vers le nord,.
En 1941, sa femme a fait don des papiers de Pittman à la Bibliothèque du Congrès. Elle les a temporairement retirés en 1942. Ils ont été rendus à la Bibliothèque par la famille Gates en 1954.